# Shkodra Elektronike
Shkodra Elektronike – albański duet muzyczny, założony w 2019 roku. W skład formacji wchodzą Kolë Laca i Beatriçe Gjergji. Reprezentanci Albanii w 69. Konkursie Piosenki Eurowizji (2025).

## Historia
Zespół powstał w 2019 w mieście Szkodra w północno-zachodniej Albanii. Został założony przez Kolë Laca – autora tekstów i kompozytora oraz Beatriçe Gjergji – wokalistkę i autorkę tekstów, będących albańskimi imigrantami mieszkającymi we Włoszech. Nazwa zespołu nawiązuje do miejsca pochodzenia muzyków. W 2020 wydali singel „Ku e gjeta vedin e Synin si Qershia”, który przyniósł zespołowi szerszą rozpoznawalność. W 2022 zespół wydał debiutancki minialbum Live @ Uzina.
15 października 2024 znaleźli się na liście uczestników preselekcji Festivali i Këngës 63 z piosenką „Zjerm”. 19 grudnia z pierwszego półfinału eliminacji pomyślnie awansowali do finału. 23 grudnia wygrali finał festiwalu, dzięki czemu uzyskali prawo do reprezentowania Albanii w Konkursie Piosenki Eurowizji 2025 w Bazylei. 13 maja 2025 wystąpili w pierwszym półfinale i awansowali do finału. 17 maja w finale wystąpili jako dwudzieści szóści i zajęli 8. miejsce zdobywszy 218 punktów, w tym 45 pkt od jury (16. miejsce) i 173 pkt od widzów (5. miejsce).

## Dyskografia

### Minialbumy
| Rok  | Dane dot. minialbumu                                                                               |
| ---- | -------------------------------------------------------------------------------------------------- |
| 2019 | Live @ Uzina - Wydany: 10 marca 2022 - Wytwórnia: Alt Orient - Format: Digital download, streaming |
| 2025 | Shndrit! - Wydany: 23 maja 2025 - Wytwórnia: Nuda - Format: Digital download, streaming            |

### Single
| Rok                                                      | Tytuł                                           | Najwyższe pozycje na listach | Najwyższe pozycje na listach | Najwyższe pozycje na listach | Najwyższe pozycje na listach | Album lub EP |
| Rok                                                      | Tytuł                                           | GRE Int.                     | LTU                          | SWI                          | SWE                          | Album lub EP |
| -------------------------------------------------------- | ----------------------------------------------- | ---------------------------- | ---------------------------- | ---------------------------- | ---------------------------- | ------------ |
| 2020                                                     | „Ku e gjeta vedin”                              | –                            | –                            | –                            | –                            | –            |
| 2020                                                     | „Synin si qershia”                              | –                            | –                            | –                            | –                            | –            |
| 2022                                                     | „Kur perëndon Dielli”                           | –                            | –                            | –                            | –                            | Live @ Uzina |
| 2022                                                     | „Pranverë E Bukur”                              | –                            | –                            | –                            | –                            | Live @ Uzina |
| 2022                                                     | „Turtulleshë”                                   | –                            | –                            | –                            | –                            | Live @ Uzina |
| 2023                                                     | „Vaj si kenka ba dynjaja” (oraz Fanfara Tirana) | –                            | –                            | –                            | –                            | –            |
| 2024                                                     | „Zjerm”                                         | 8                            | 29                           | 78                           | –                            | Shndrit!     |
| „–” oznacza, że singel nie był notowany na danej liście. |                                                 |                              |                              |                              |                              |              |